# 進食
- 關於食的同名主題，請見「食」。
- 關於電影，請見「吃 (電影)」。

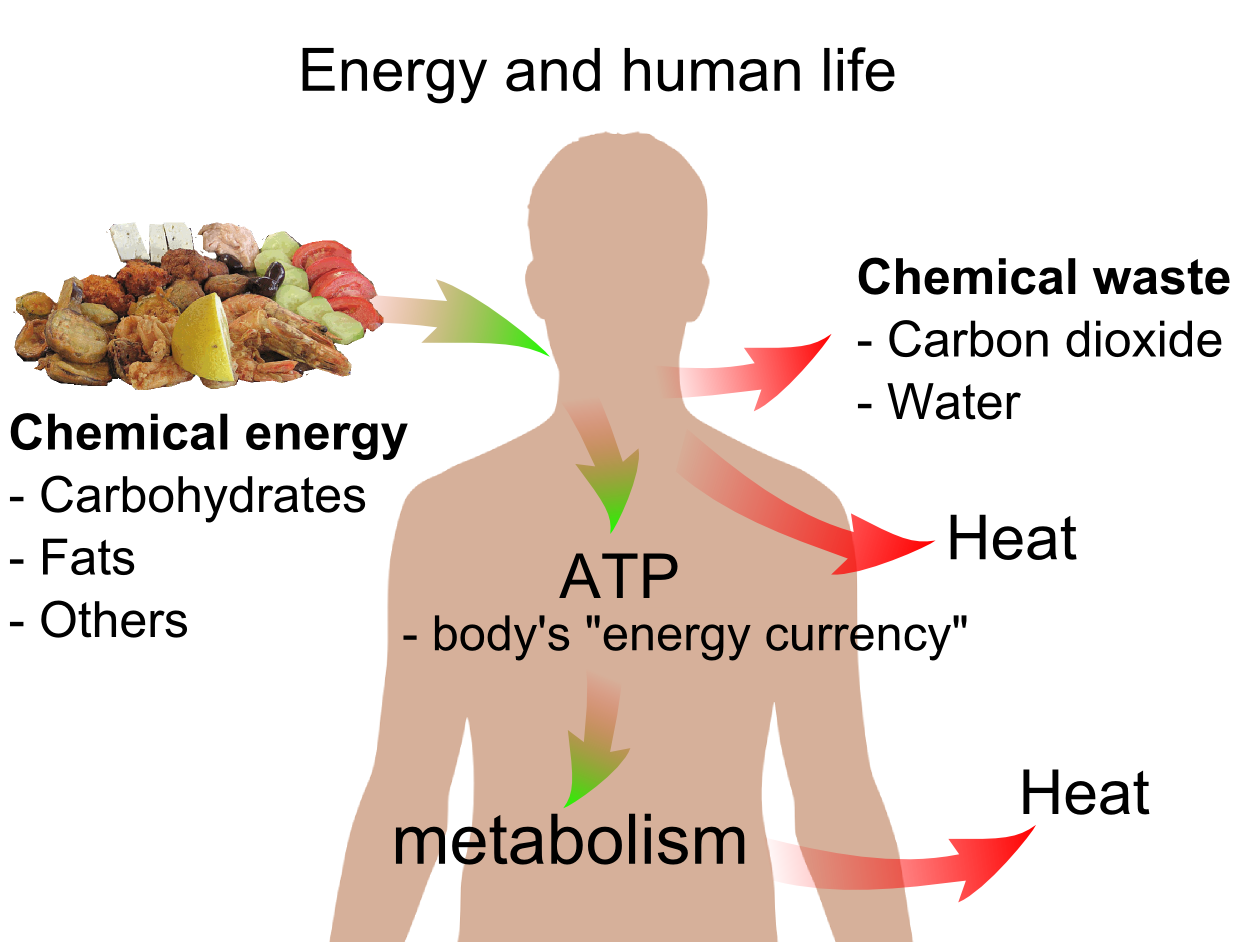
人類飲食的生物能

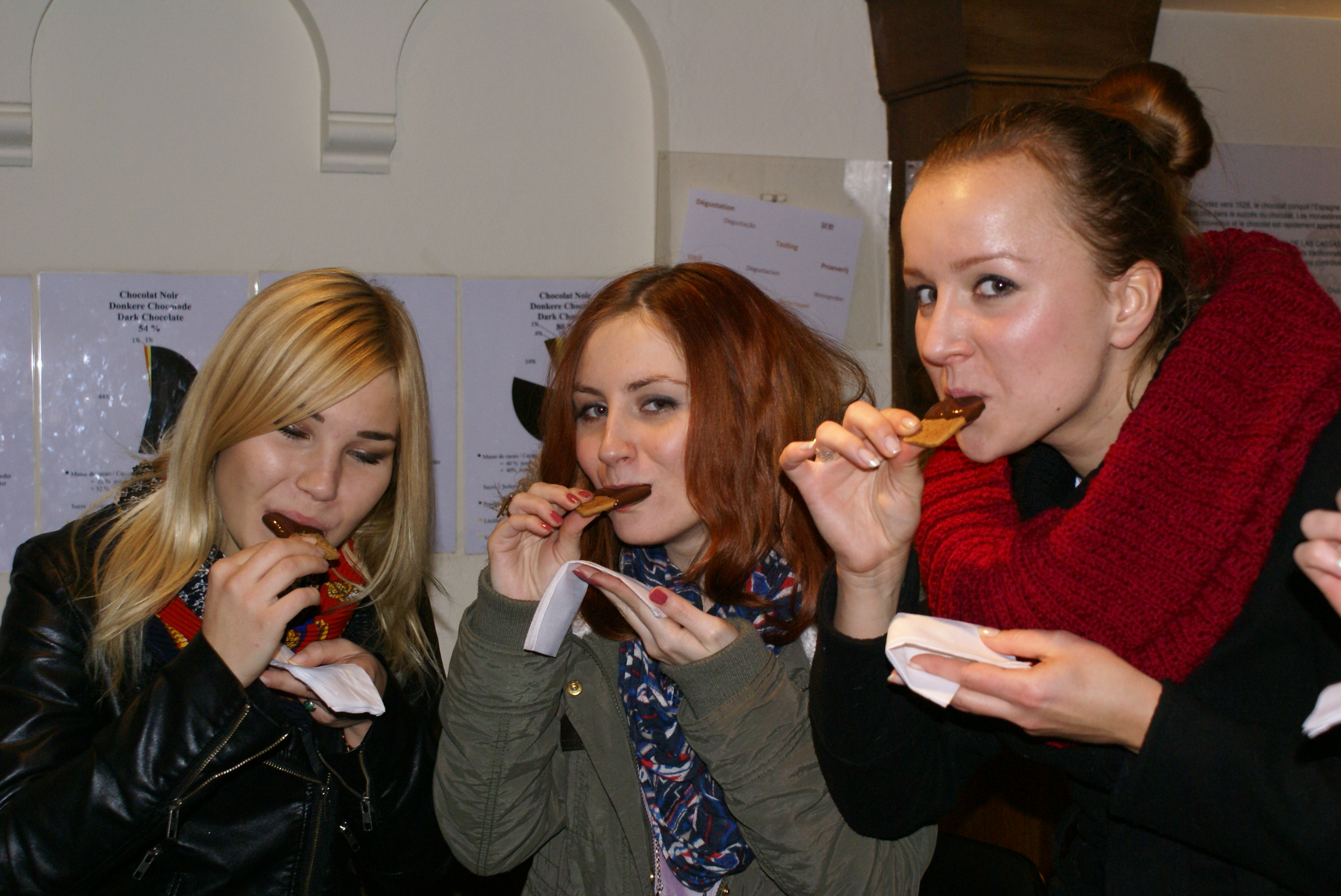
三名食用餅乾的英格蘭女子

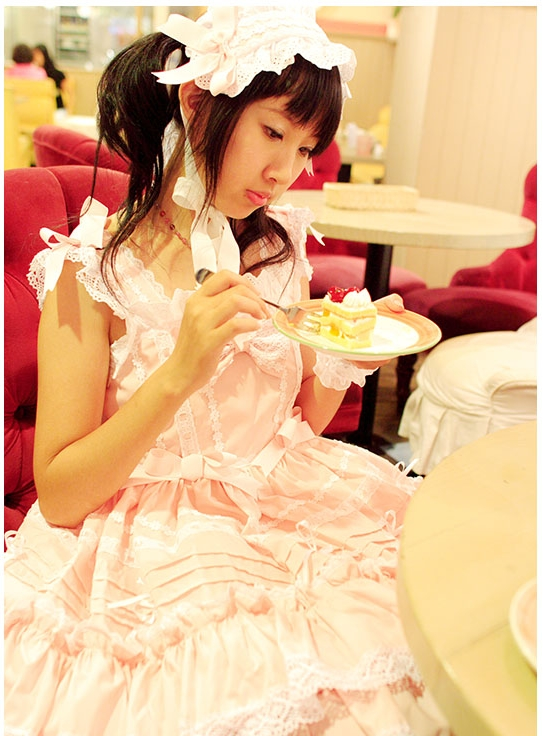
正在食用蛋糕的少女

進食又稱食、攝食、用餐，華語俗稱吃、吃飯，粵語、台語、客語等直稱「食」、「食飯」，是動物为了保持体能和生命所进行之有序的摄入营养和能量的过程，是動物的一種本能。所有動物都必須進食其他生物才得以生存。不同動物的進食方式不一樣，以人類來說，進食乃指將食物放入口內，然後加以咀嚼、吞嚥的一系列過程。
進食由肚子餓所觸發，通過一些生理及心理作用引起食慾，促使動物去找尋食物以進食。若進食失調便會造成許多疾病，如厭食症、暴食症、營養不良等。

## 食性
可以依據進食的種類將動物分成三種食性，包括雜食動物、肉食動物和草食動物。

## 人類文化
在人類行為中，進食是不僅是生活中一個重要的部分，也是人類重要的社交行為。人類的食材準備與食物消費，在人群社會中扮演著重要的角色。当粮食作物因某种原因大量减产时，便会产生饥荒的灾难。俗話說「民以食為天」便是這個道理的最佳概括。